# Paradojas de Zenón

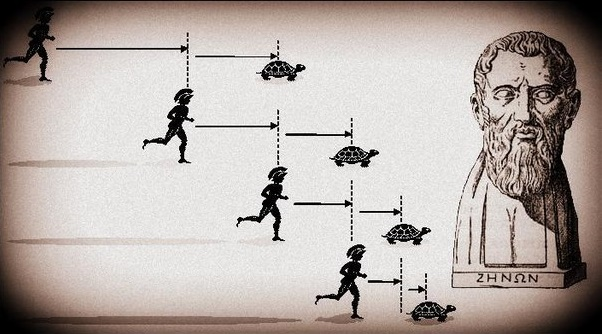
Representación de la célebre paradoja de "Aquiles y la tortuga" junto a la efigie de Zenón.

Las paradojas de Zenón son un conjunto de problemas filosóficos que, en general, se cree que fueron planteados por el filósofo de la Antigua Grecia Zenón de Elea (c. 490-430 a. C.) para respaldar la doctrina de Parménides, en la que se afirma que, contrariamente a la evidencia de los sentidos, la creencia en el pluralismo y el cambio es errónea, y en particular que el movimiento no es más que una ilusión de los sentidos.

## Contexto histórico

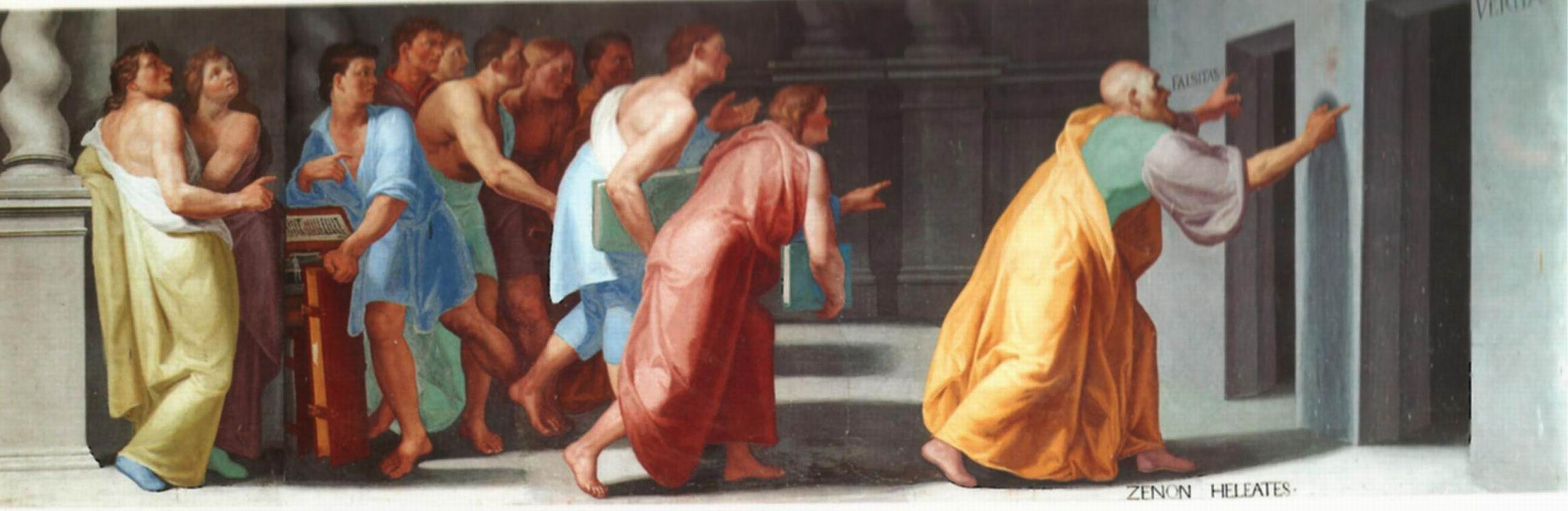
Zenón muestra a los estudiantes las puertas de la verdad y de la mentira. Fresco en la Biblioteca de El Escorial. Autor: Bartolomé Carducho // Pellegrino Tibaldi

Dedicado principalmente al problema del continuo y a las relaciones entre espacio, tiempo y movimiento, Zenón habría planteado — señala Proclo — un total de 40 paradojas. Generalmente, se asume, basándose en el diálogo de Platón Parménides (128 a-d), que Zenón emprendió la tarea de crear estas aporías porque otros filósofos habían creado paradojas contra la visión de Parménides. Por eso Platón escribe que el propósito de las paradojas de Zenón "es mostrar que la hipótesis de la pluralidad, si se realiza un razonamiento adecuado, conduce a resultados aún más absurdos que la hipótesis de que el ser es uno". Platón también recoge una afirmación de Sócrates de que Zenón y Parménides estaban argumentando esencialmente el mismo punto de vista.
Algunas de las nueve paradojas supervivientes de Zenón (conservadas en la Física de Aristóteles y en el comentario de Simplicio de Cilicia al respecto) son esencialmente equivalentes entre sí. Aristóteles ofreció una refutación de algunas de ellas.
Tres de las paradojas más famosas y más difíciles de rebatir, la de Aquiles y la tortuga, el argumento de la dicotomía y el de una flecha en vuelo, se presentan en detalle a continuación.
Los argumentos de Zenón son quizás los primeros ejemplos de un método de prueba llamado "reductio ad absurdum", también conocido como prueba por contradicción. Se suelen mostrar como una fuente del método dialéctico utilizado por Sócrates.
Algunos matemáticos e historiadores, como Carl Benjamin Boyer, sostienen que las paradojas de Zenón son simplemente problemas matemáticos, para los que el cálculo infinitesimal moderno ofrece una solución matemática. Sin embargo, algunos filósofos afirman que las paradojas de Zenón y sus variaciones (véase la lámpara de Thomson) siguen siendo problemas relevantes de metafísica.
Los orígenes de las paradojas son poco claros. Diógenes Laercio, una cuarta fuente de información sobre Zenón y sus enseñanzas, citando a Favorino, dice que Parménides, el maestro de Zenón, fue el primero en presentar la paradoja de Aquiles y la tortuga. Pero en un pasaje posterior, Laercio atribuye el origen de la paradoja a Zenón, explicando que Favorinus no está de acuerdo.

## Estructura y propósito de las paradojas
La estructura de las paradojas sigue el principio de la demostración indirecta. Están planteadas de manera tal que al comienzo se enuncia como supuesto la misma posición que se quiere refutar. A partir de los supuestos se construye una regresión infinita. Así, por ejemplo, en la paradoja de la dicotomía se divide el tramo que aún está por recorrer para argumentar que la segunda parte también tiene que recorrerse y a esa parte también aplica a su vez lo mismo. Esto se puede repetir en el pensamiento infinitamente, aún difíciles de entender.
La argumentación de Zenón gira en torno a la pregunta de si el mundo puede ser dividido en unidades discretas, es decir, si acaso existe la divisibilidad o el mundo constituye realmente una unidad continua. El supuesto de la divisibilidad conduce al problema de que o bien todo es infinitamente divisible o tienen que existir cuantos elementales últimos de espacio y de tiempo. La mayor parte de las paradojas parte de uno de estos dos supuestos y concluye desde allí la imposibilidad de ciertas cosas y procesos que, en la vida cotidiana, se experimentan como absolutamente posibles. Así, por ejemplo, se sabe por experiencia que cada corredor alcanzará su meta. Zenón discute de esta manera tanto el concepto de espacio como el de movimiento.
Algunos relatos suponen que Zenón se orientaba con sus paradojas a defender la doctrina de su maestro Parménides de que existiría solamente lo único infinito y todo movimiento sería una ilusión. Según esto, por ejemplo, una persona no podría recorrer un estadio de longitud, porque primero debe llegar a la mitad de este, antes a la mitad de la mitad, pero antes aún debería recorrer la mitad de la mitad de la mitad y así eternamente hasta el infinito. De este modo, en el ejercicio mental, una persona no podría recorrer nunca un estadio de longitud, aunque la realidad muestre que sí es posible.
Platón (en su diálogo Parmenides) presenta a Zenón informando que intentó proteger a Parménides contra las críticas por su rechazo de la pluralidad y del movimiento (el que llevaría a consecuencias descabelladas), con la demostración de que la adhesión al movimiento y a la pluralidad llevaría a conclusiones aún más insensatas. 
En todo caso, Zenón señala allí de este texto de Platón que se trataría de una obra de juventud, y que la gente se lo habría sustraído sin que él hubiera dado su consentimiento expreso para su publicación. No obstante, lo que al menos se puede afirmar con seguridad es que la filosofía de Zenón se orientaba en contra de la adopción de determinadas posiciones filosóficas fundamentales para la explicación del mundo. Contra estas posiciones argumenta también Parménides. Sin embargo, en algunas de las paradojas hay contradicciones con el concepto de mundo de forma esférica de Parménides. En rigor, de los argumentos de Zenón solo se puede deducir que el supuesto de espacio y movimiento, bajo las premisas que se establecen en cada una de las paradojas, conduce a consecuencias absurdas, es decir las premisas no pueden ser verdaderas si no se quiere dudar de la experiencia cotidiana.
Con sus paradojas, Zenón cuestiona determinadas concepciones intuitivas preexistentes acerca de lo infinitamente pequeño y lo infinitamente grande. Ya antes se solía creer que una suma de infinitos sumandos podía crecer indefinidamente, aunque los sumandos fueran infinitamente pequeños, y que la suma de un número finito o infinito de términos todos iguales a cero volvía a dar cero como resultado. La crítica de Zenón objeta la admisibilidad de tales conceptos.
Las aporías o sofismas de Zenón pertenecen a la categoría de paradojas falsídicas, también llamadas sofismas, esto es, que no solo alcanzan un resultado que aparenta ser falso, sino que además lo son (falacia en el razonamiento).
Es probable que el propio Zenón no haya tenido clara conciencia de las consecuencias que sus consideraciones tenían para las matemáticas. En la discusión filosófica y teológica ya habían surgido problemas del tipo tratado por él en sus paradojas: los problemas de la relación entre el infinito potencial y el infinito actual o alcanzado. Sin embargo, las paradojas influyeron en el pensamiento matemático de muchas generaciones, más aún después del descubrimiento de los números irracionales, llegando a cuestionarse la posibilidad de las matemáticas como una ciencia exacta. Se ha llegado a plantear que este escándalo marca una auténtica crisis de las matemáticas griegas en las postrimerías de las Guerras del Peloponeso que culminaran con la caída de Atenas en 404 a. C., que significó el fin de la democracia esclavista y el inicio del régimen aristocrático.
Contra las paradojas se han aportado los más diversos argumentos, por lo que se les considera refutadas Sin embargo, para mediciones en el mundo de la física cuántica las paradojas se confirmaron en 1994 en la Universidad de Múnich: Se comprobó que se detuvo el movimiento de un sistema cuántico exclusivamente por medio de una secuencia densa de mediciones, lo cual condujo a la formulación del modelo teórico del efecto cuántico de Zenón.

## Paradojas del movimiento

### Aquiles y la tortuga

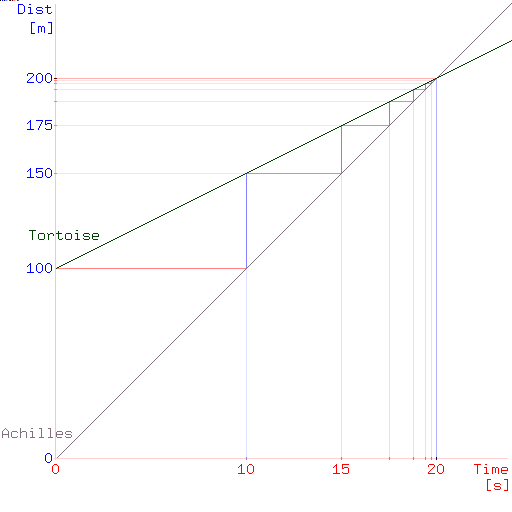
Distancia frente a tiempo, asumiendo que Aquiles corre el doble de rápido que la tortuga

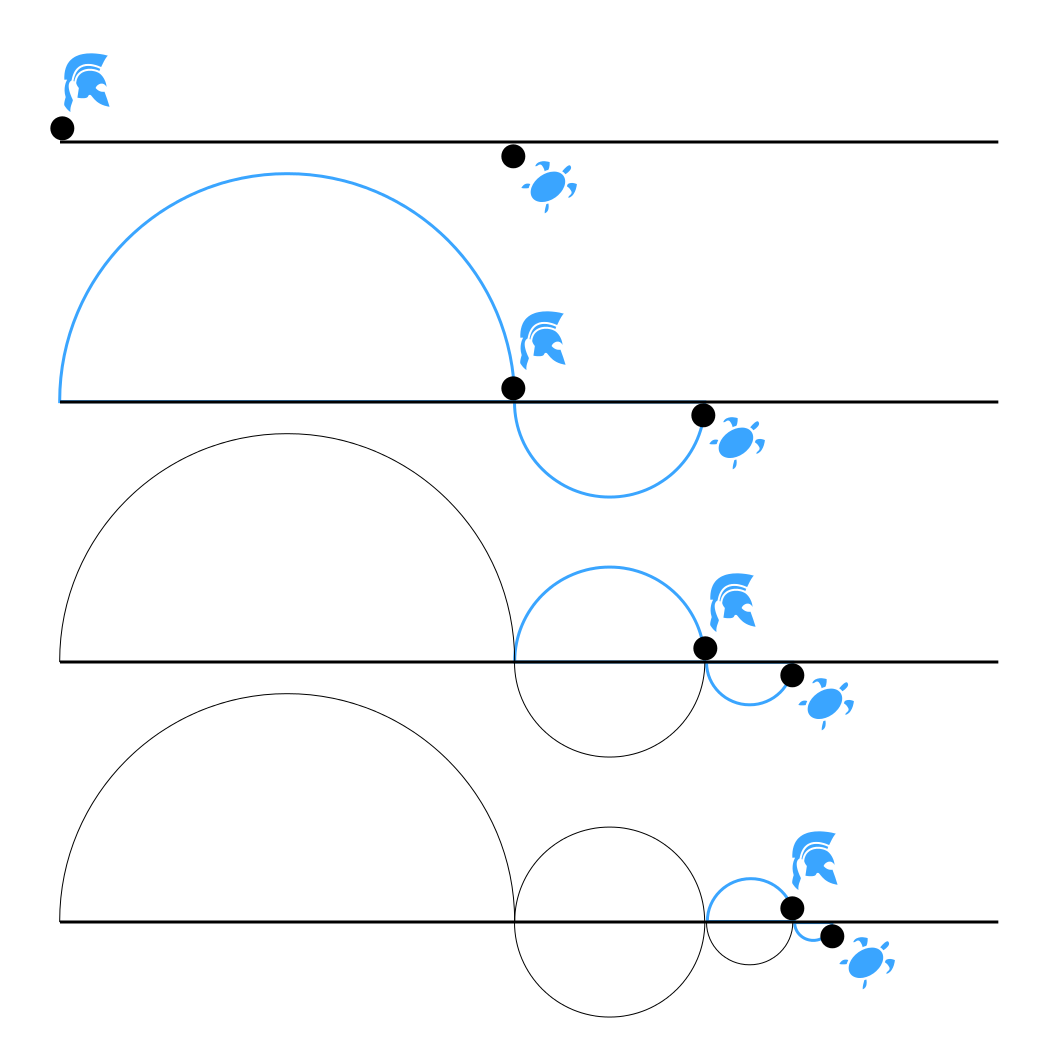
Aquiles y la tortuga

En una carrera, el corredor más rápido nunca puede superar al más lento, ya que el perseguidor debe primero llegar al punto donde comenzó el perseguido, de modo que el más lento siempre debe tener una ventaja.
 según lo contado por Aristóteles, Física VI:9, 239b15

En la paradoja de Aquiles y la tortuga, Aquiles está disputando una carrera contra una tortuga. Aquiles concede a la tortuga una ventaja, por ejemplo, de 100 metros. Suponiendo que ambos comiencen a correr a una velocidad constante (uno muy rápido y la otra muy lenta), tras un tiempo finito, Aquiles correrá 100 metros, alcanzando el punto de partida de la tortuga. Durante este tiempo, la tortuga ha corrido una distancia mucho más corta, digamos que de 10 metros. Aquiles tardará un poco de tiempo más en recorrer esta distancia, intervalo en el que la tortuga habrá avanzado un poco más; por lo que a Aquiles aún le queda algo más de tiempo para llegar a este tercer punto, mientras la tortuga sigue avanzando. Por lo tanto, cada vez que Aquiles llega a algún lugar donde ha estado la tortuga, todavía tiene algo de distancia que recorrer antes de que pueda alcanzarla.
| Análisis |
| Aquiles, llamado "el de los pies ligeros", decide salir a competir en una carrera contra una tortuga. Ya que corre mucho más rápido que ella le da una ventaja inicial. Al salir, Aquiles recorre en poco tiempo la distancia que los separaba inicialmente, pero al llegar allí descubre que la tortuga ya no está, sino que ha avanzado, más lentamente, un pequeño trecho. Sin desanimarse, sigue corriendo, pero al llegar de nuevo donde estaba la tortuga, esta ha avanzado un poco más. De este modo, Aquiles no ganará la carrera, ya que la tortuga estará siempre por delante de él. Aunque parezca lógico, es una paradoja porque la situación planteada contradice cualquier experiencia cotidiana: todo el mundo sabe que un corredor veloz alcanzará a uno lento aunque le dé ventaja. Si supusiéramos, para simplificar, que Aquiles es solo diez veces más veloz que la tortuga, y que en una carrera se le diera a la tortuga una ventaja de 10 metros, entonces, según argumenta Zenón, cuando Aquiles haya recorrido los primeros 10 metros la tortuga ya estará más lejos, estará un metro más allá, es decir habrá recorrido un metro, y cuando Aquiles haya recorrido este nuevo metro para alcanzarla, la tortuga estará nuevamente más lejos, 10 centímetros más. Aquiles continúa pero al llegar allí, la tortuga estará otro centímetro más lejos, es decir en los 11 metros y 11 centímetros, así sucesivamente. Desde el punto de vista matemático, el concepto que subyace a la paradoja es el de serie, más precisamente, la existencia de las series convergentes. Lo que aplica a la situación que plantea la paradoja es que la suma de infinitos términos puede ser finita. Si se suman los segmentos recorridos por Aquiles se obtiene una serie geométrica convergente: {\displaystyle 10+1+{1 \over 10}+{1 \over 100}+{1 \over 1000}+\cdots =\sum _{n=0}^{\infty }10\left({1 \over 10^{n}}\right)={10 \over {1-1/10}}=11,11111...=11,{\overline {1}}} Así, en la interpretación moderna, basada en el cálculo infinitesimal que era desconocido en época de Zenón, se puede demostrar que Aquiles realmente alcanzará a la tortuga, sobre la base de la demostración del matemático escocés James Gregory (1638-1675) acerca de que una suma de infinitos términos puede tener un resultado finito. Los tiempos en los que Aquiles recorre la distancia que lo separa del punto anterior en el que se encontraba la tortuga son cada vez más y más pequeños (hasta el infinito más pequeños), y su suma da un resultado finito, que es el momento en que alcanzará a la tortuga. Otra manera de plantearlo es que Aquiles puede fijar un punto de llegada que está metros delante de la tortuga en vez del punto en que ella se encuentra. Ahora, en vez de cantidades infinitas, tenemos dos cantidades finitas con las cuales se puede calcular un intervalo finito de tiempo en el cual Aquiles pasará a la tortuga. También se puede encarar el problema evitando el cálculo infinitesimal, cuyo planteamiento matemático se desconocía en tal época, para reconvertirlo en análisis discreto: Filípides —el campeón olímpico al que se ordenó que abandonara las filas del ejército para comunicar a Atenas la victoria conseguida sobre los persas en la playa de Maratón— no recorre espacios infinitesimales, sino discretos, que podemos denominar zancada. A cada zancada le podemos asignar un espacio concreto. Por ejemplo podemos suponer que Filípides recorre un metro a cada zancada. Ahora el problema se reduce a la comparación de velocidades relativas: calcular en qué momento la última zancada de Filípides recorrerá una distancia mayor a la que haya podido recorrer la tortuga en el mismo tiempo, incluso aunque no sepamos definir la distancia exacta que la tortuga recorrería. Es decir, basta que una de las variables sea discreta y que podamos suponer que, en determinado tiempo, puede superar a las distancias infinitesimales, para demostrar, incluso teóricamente, que el movimiento existe. Existe además otra variante para describir la paradoja, según la cual Aquiles nunca podría partir siquiera. Así planteada la aporía, se sostiene que Aquiles, antes de que pueda recorrer el tramo que dio en ventaja a la tortuga tendría que haber ya recorrido la mitad de ese trecho y antes de él, haber superado ya un cuarto, previamente un octavo y antes de eso un dieciseisavo y así sucesivamente, de modo que nunca podría ponerse en marcha. Lo que sí es seguro que la solución no puede salir de una argumentación distinta a la original, sino del estudio del enunciado original, lugar en el que se encuentra el error, malentendido, o paradoja. |

### Paradoja de la dicotomía
Lo que se está moviendo debe llegar a la etapa intermedia antes de llegar a la meta.
Según lo contado por Aristóteles, Física VI:9, 239b10

Supóngase que Homero desea caminar hasta el final de un camino. Antes de que pueda llegar allí, debe recorrer la mitad del camino. Y antes de que pueda llegar a la mitad del camino, debe caminar una cuarta parte de este. Y antes de recorrer una cuarta parte, debe completar una octava parte; y antes de la octava parte, una dieciseisava; y así indefinidamente.
La secuencia resultante se puede representar como:
{\displaystyle \left\{\cdots ,{\frac {1}{16}},{\frac {1}{8}},{\frac {1}{4}},{\frac {1}{2}},1\right\}}
Esta descripción requiere que se complete un número infinito de tareas, lo que Zenón sostiene que es imposible.
La secuencia también presenta un segundo problema, ya que imposibilita la existencia de una primera distancia por recorrer, dado que cualquier primera distancia posible podría dividirse por la mitad y, por lo tanto, no sería la primera después de todo. Por lo tanto, el viaje ni siquiera puede comenzar. La conclusión paradójica entonces sería que el viaje a través de cualquier distancia finita no se puede completar ni comenzar, por lo que todo movimiento debe ser una ilusión. Una conclusión alternativa, propuesta por Henri Bergson, es que el movimiento (tiempo y distancia) no es realmente infinitamente divisible.
El argumento de Zenón se denomina dicotomía, porque implica dividir repetidamente una distancia en dos partes. Contiene algunos de los mismos elementos que la paradoja de "Aquiles y la tortuga", pero con una conclusión más evidente de inmovilidad. También se conoce como la paradoja del "Estadio". Algunos, como Aristóteles, consideran que el caso de la dicotomía es simplemente una versión más de "Aquiles y la Tortuga".
| Análisis |
| Zenón está a ocho metros de un árbol. Llegado un momento, lanza una piedra, tratando de dar al árbol. La piedra, para llegar al objetivo, tiene que recorrer antes la primera mitad de la distancia que lo separa de él, es decir, los primeros cuatro metros, y tardará un tiempo (finito) en hacerlo. Una vez llegue a estar a cuatro metros del árbol, deberá recorrer los cuatro metros que le quedan, y para ello debe recorrer primero la mitad de esa distancia. Pero cuando esté a dos metros del árbol, tardará tiempo en recorrer el primer metro, y luego el primer medio metro restante, y luego el primer cuarto de metro... De este modo, la piedra nunca llegará al árbol. Al igual que en la paradoja de Aquiles y la tortuga, es cierto que el número de puntos recorridos (y los tiempos invertidos en hacerlo, según el argumento de la paradoja) es infinito, pero su suma es finita y por tanto la piedra llegará al árbol. Es posible utilizar este razonamiento, de forma análoga, para «demostrar» que la piedra nunca llegará a salir de la mano de Zenón. Por eso, la paradoja de la piedra también puede ser planteada matemáticamente usando series infinitas. Las series infinitas son sumas cuyo término variante (que puede tomar cualquier valor numérico) va hasta el infinito. Las series infinitas pueden ser convergentes o divergentes, en el primer caso la suma de las mismas es un número finito, en el segundo no. Para plantear una serie que modele la paradoja de la piedra se hace una serie que sume la mitad, luego la mitad de la mitad, luego la mitad de la mitad de la mitad y así, hasta el infinito: {\displaystyle \sum _{n=1}^{\infty }{1 \over 2^{n}}={1 \over 2}+{1 \over 4}+{1 \over 8}+{1 \over 16}+{1 \over 32}+...} La serie que se plantea es una serie geométrica, por lo que su suma puede ser calculada con la siguiente fórmula: {\displaystyle Suma={a \over 1-r}} En la sumatoria de la paradoja de Zenón, «a» es {\displaystyle 1 \over 2} y «r» es la razón de incremento (producto), que es {\displaystyle 1 \over 2}. Sustituyendo esos valores en la fórmula de suma se tiene: {\displaystyle Suma={1/2 \over 1-1/2}={1/2 \over 1/2}=1} Entonces se tiene que la suma de la mitad de «algo» más la mitad de la mitad de «algo» y así sucesivamente da 1, «algo» completo. Esto también es aplicable a la paradoja, la mitad de la distancia, más la mitad de la mitad de la distancia y así sucesivamente da como resultado la distancia entera. Por lo tanto se concluye que, recorriendo infinitas mitades es posible recorrer toda la distancia. |

### Paradoja de la flecha
Si todo, cuando ocupa un mismo espacio, está en reposo, y si lo que está en movimiento está ocupando ese mismo espacio en algún momento, entonces la flecha volante permanece inmóvil.
según lo contado por Aristóteles, Física VI:9, 239b5

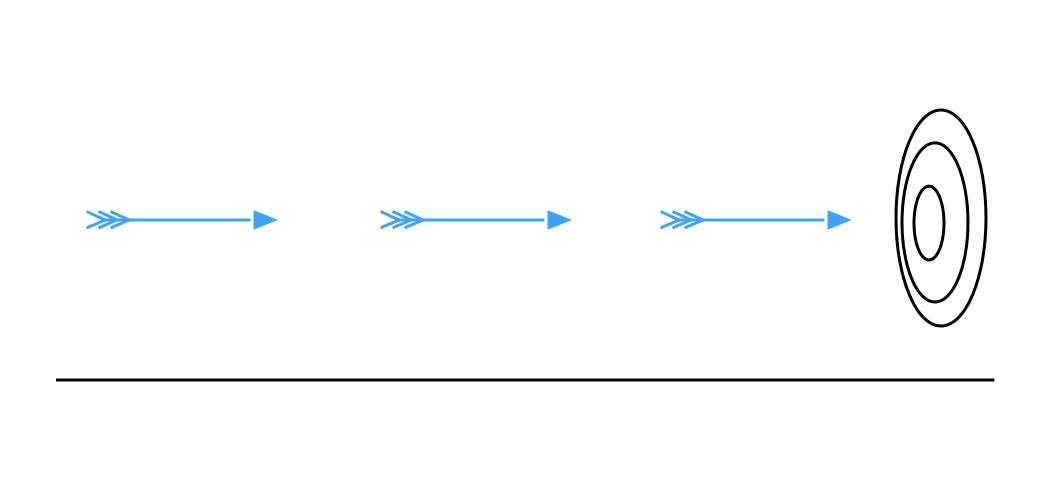
La flecha

En la paradoja de la flecha, Zenón establece que para que se produzca el movimiento, un objeto debe cambiar la posición que ocupa. Da un ejemplo de una flecha en vuelo. Afirma que, en cualquier instante de tiempo (sin duración), la flecha no se mueve de donde está ni a donde no está.
No puede moverse a donde no está, porque no transcurre el tiempo para que se mueva allí; ni tampoco puede moverse de donde está, porque ya está allí. En otras palabras, en cada instante de tiempo no se produce movimiento. Si todo está inmóvil en cada instante, y el tiempo está completamente compuesto de instantes, entonces el movimiento es imposible.
Mientras que las dos primeras paradojas dividen el espacio, esta paradoja comienza dividiendo el tiempo, y no en segmentos, sino en puntos.
| Análisis |
| En esta paradoja, se lanza una flecha. En cada momento en el tiempo, la flecha está en una posición específica, y si ese momento es lo suficientemente pequeño, la flecha no tiene tiempo para moverse, por lo que está en el reposo durante ese instante. Ahora bien, durante los siguientes periodos de tiempo, la flecha también estará en reposo por el mismo motivo. De modo que la flecha está siempre en reposo: el movimiento es imposible. Un modo de resolverlo es observar que, a pesar de que en cada instante la flecha se percibe como en reposo, estar en reposo es un término relativo. No se puede juzgar, observando solo un instante cualquiera, si un objeto está en reposo. En lugar de ello, es necesario compararlo con otros instantes adyacentes. Así, si lo comparamos con otros instantes, la flecha está en distinta posición de la que estaba antes y en la que estará después. Por tanto, la flecha se está moviendo. Otra perspectiva es acudir, directamente, a la definición de velocidad, cuya idea esencial es la de cambio: se cambia de espacio en un tiempo determinado. Así que, por definición, un cuerpo que se mueve, sin alterar el volumen de espacio que ocupa en cada momento, cambia de espacio, es decir, ocupa la misma cantidad, volumen, y forma de espacio, pero en un lugar distinto, al momento siguiente. El movimiento sería la sucesión de los distintos espacios ocupados por el cuerpo (móvil) en la sucesión de los distintos momentos que componen la magnitud de tiempo considerada. Así, si asumimos que el concepto velocidad, es decir, movimiento, puede definirse racionalmente, simultáneamente estamos admitiendo que el movimiento, racionalmente, en teoría, existe. |

## Otras tres paradojas dadas por Aristóteles

### Paradoja del lugar
De Aristóteles:

Si todo lo que existe tiene un lugar, el lugar también tendrá un lugar, y así sucesivamente ad infinitum.

### Paradoja del grano de mijo
Descripción de la paradoja tomada del Diccionario de Filosofía de Routledge:

El argumento es que un solo grano de mijo no emite ningún sonido al caer, pero mil granos sí emiten un sonido. De ahí que mil nadas se conviertan en algo, se considera una conclusión absurda.

La refutación de Aristóteles.

Zenón se equivoca al decir que hay una parte del mijo que no emite ningún sonido al caer: porque no hay ninguna razón por la cual ninguna parte de este tipo deba dejar de mover el aire en el sentido de la caída de todo el mijo. De hecho, incluso no movería por sí sola igual cantidad de aire como movería si fuera parte de un todo: porque ni siquiera existe tal parte de otra manera que potencialmente.

Descripción de Nick Huggett:

Este es un argumento parmenidiano acerca de que no se puede confiar en el sentido del oído. La respuesta de Aristóteles parece ser que incluso los sonidos inaudibles pueden agregarse a un sonido audible.

### Las filas móviles (o el estadio)

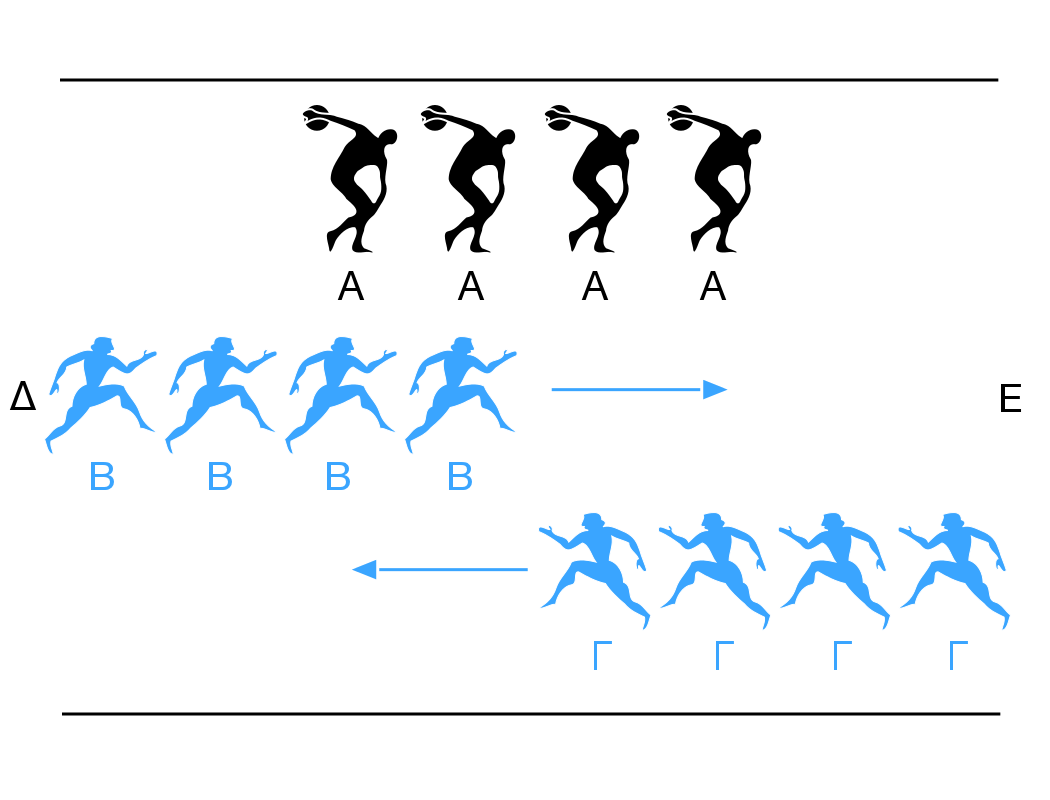
Las filas en movimiento (situación inicial)

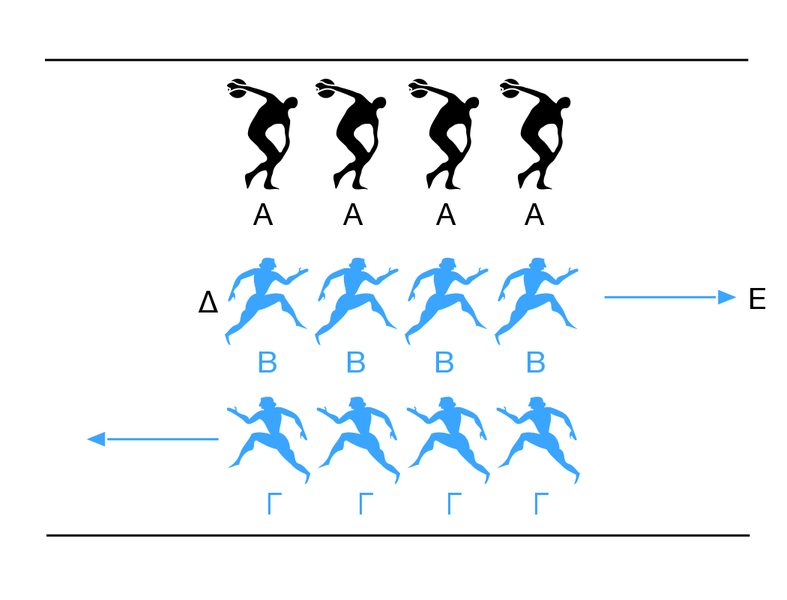
Las filas en movimiento (situación final)

Supone que en un estadio hay tres filas paralelas cada una de cuatro atletas, separados entre sí por idénticos intervalos de distancia. Los de la fila A permanecen quietos con su centro coincidiendo con el punto medio de la recta del estadio, mientras que los de las filas B y Γ corren a la misma velocidad pero en sentido contrario, unos desde el punto de salida, y los otros desde la meta de la recta del estadio. De acuerdo con las imágenes situadas a la derecha, en un determinado momento se llegará a la situación inicial (poco antes de que se crucen las dos filas de corredores, con dos corredores de la fila B alineados con dos atletas de la fila A, e igual para los de la fila Γ). Poco después, se llega a la situación final, con los cuatro corredores de cada fila alineados con los atletas de la fila A).
Comparando las dos imágenes, se observa que cada uno de los cuatro corredores de la fila B se ha desplazado cuatro posiciones respecto a los corredores de la fila Γ, pero también cada uno de ellos solo se ha desplazado dos posiciones con respecto a los atletas de la fila A, que no se han movido. ¿Cómo es posible que hayan recorrido simultáneamente distancias distintas en el mismo lapso?
Según Aristóteles:

... con respecto a las dos filas de cuerpos, cada fila se compone de un número igual de cuerpos de igual tamaño, rebasándose unos a otros en una carrera a medida que avanzan con la misma velocidad en direcciones opuestas, la fila que originalmente ocupaba el espacio entre la meta y el punto medio del estadio, y la otra fila que estaba situada entre el punto medio y el poste de inicio. Esto ... [cuando se cruzan en el centro del estadio, cada fila habrá recorrido respecto a la otra fila el doble de distancia que respecto al poste central, lo que] implica la conclusión de que la mitad de un tiempo dado es igual al doble de ese tiempo.

Para una explicación ampliada de los argumentos de Zenón presentados por Aristóteles, vea el comentario de Simplicio de Cilicia Sobre la física de Aristóteles.

## Paradojas de la pluralidad
En contraste con las paradojas del movimiento, en la divulgación de las paradojas de la pluralidad no se ha logrado imponer una denominación única y en general el significado de los textos griegos que se conservan es notoriamente menos claro que las paradojas del movimiento que indirectamente han transmitido otros autores.
La evaluación de la importancia para las matemáticas y la filosofía de los griegos contemporáneos a Zenón y su ulterior influencia difiere de un autor a otro. La influencia sobre las amplias consecuencias de la limitación de Aristóteles y Euclides a infinitos potenciales, que pudieron resolverse gracias a los trabajos de Georg Cantor, no se estima concluyente.
Más recientemente, e impulsada por la obra de Adolf Grünbaum, se le ha otorgado nuevamente atención a la paradoja de la división completa por parte de la investigación básica en matemáticas.

### El argumento de la densidad
Simplicio en su comentario acerca de la Física de Aristóteles, cita así el argumento de la densidad:

Si existe la pluralidad, entonces necesariamente tiene que haber exactamente la cantidad de cosas que hay, ni más, ni menos, pero si hay tantas cosas como hay, entonces están [en cuanto a su número] limitadas.
Si existe la pluralidad, entonces el ser [en cuanto a su número] es ilimitado. Porque entre las cosas individuales siempre hay otras cosas y entre ellas a su vez, nuevamente otras. Así, el ser es ilimitado.
Simpl., Phys, 140 (29), en: Die Fragmente der Vorsokratiker. Edición en griego y alemán por Hermann Diels. Vol. I, Berlín 1922, p. 173–175.

La idea que estaría en la base de este argumento podría ser que cosas diferentes, si estas no son divididas por una tercera cosa, son una misma, junto a un rechazo de la idea del espacio vacío. De ello resulta una contradicción, debido a que una cantidad finita determinada de cosas arrastra consigo la existencia de una cantidad ilimitada, infinita.

### El argumento del tamaño finito
El argumento del tamaño finito también fue en parte transmitido por el comentario de Simplicio. Primeramente Zenón muestra (Simplicio solo resume, sin citar la demostración) que si hay pluralidad, la misma no puede tener tamaño. Luego argumenta Zenón (a partir de aquí Simplicio cita textualmente la demostración de Zenón) que algo que no tuviera tamaño sería justamente nada. En un tercer paso prosigue que si el objeto tuviera tamaño, serían infinitos objetos finitos, ya que los objetos finitos son los únicos que delimitan a otros objetos finitos

Si la hay [la pluralidad], entonces cada una de sus partes individuales tiene que tener un tamaño, un grosor y una separación de otros objetos determinados. Y lo mismo se puede decir de las partes que se encuentran antes que estas. Por supuesto, también tendrán tamaño y habrá otra parte a su lado. Lo mismo es verdad una vez y todas las veces. Porque ninguna parte de lo mismo formará el límite final, y nunca una no estará relacionada con otra. Entonces, si hay muchas cosas, necesariamente deben ser pequeñas y grandes: la nada o grandes hasta el infinito.
Simpl., Phys, 140 (34), De: Los fragmentos de los presocráticos. Griego y alemán por Hermann Diels. 1. Band, Berlín 1922, S. 173–175.

Las interpretaciones de este argumento son inconsistentes. Según una interpretación común, donde apechein (ἀπέχειν) se traduce como separados entre sí por la distancia, como en la traducción anterior de Diels, el argumento debe entenderse como: las cosas, si se distinguen, son separadas, luego debe haber "algo" entre ellas. Este algo es diferente de los dos objetos anteriores, así que de nuevo, ad infinitum, un objeto debe separarlos. En esta interpretación, la paradoja ha sido generalmente rechazada como una falacia.
Otros autores contradicen esta interpretación con respecto al contexto y entienden que apechein (sinónimo de proechein (προέχειν)) se refiere a la ubicación de las partes de una subdivisión. La posición clave se recibe en la traducción de Vlastos, donde se dice:

Por lo tanto, si [muchos] existen, cada [elemento existente] debe tener algún tamaño y volumen y alguna [parte de cada uno] debe estar más allá ("apechein") de otra [parte del mismo existente]. Y el mismo razonamiento [logos] se sostiene de la [parte] proyectante: por esto también tendrá algo de tamaño y parte [de] la parte se proyectará. Ahora, decir esto una vez es tan cierto como decirlo las veces que se quiera. Ninguna de estas [partes, es decir, ninguna parte que resulte de esta subdivisión continua] será la última ni una [parte] nunca existirá no [similarmente] relacionada con [es decir, proyectada desde] otra. […] Por lo tanto, si hay muchas, deben ser pequeñas y grandes.

Aquí, según Abraham, se distinguen dos interpretaciones: la división en el borde y la división a través y por medio.

## Soluciones propuestas

### Diógenes el cínico
De acuerdo con Simplicio, Diógenes de Sinope no dijo nada al escuchar los argumentos de Zenón, pero se levantó y caminó para demostrar la falsedad de las conclusiones de Zenón (véase "solvitur ambulando"). Para resolver por completo cualquiera de las paradojas, sin embargo, se necesita mostrar qué es lo que está mal en el argumento, no solo las conclusiones. A través de la historia, se han propuesto varias soluciones, entre las que se encuentran las primeras de Aristóteles y Arquímedes.

### Aristóteles
Aristóteles (384 a. C. − 322 a. C.) observó que a medida que la distancia disminuye, el tiempo necesario para cubrir esas distancias también disminuye, de modo que el tiempo necesario también se vuelve cada vez más pequeño.
También distinguió las "cosas infinitas con respecto a la divisibilidad" (como una unidad de espacio que puede dividirse mentalmente en unidades cada vez más pequeñas mientras se mantiene espacialmente igual) de las cosas (o distancias) que son infinitas en extensión ("con respecto a sus extremidades"). La objeción de Aristóteles a la paradoja de la flecha era que "el tiempo no se compone de nodos indivisibles, como tampoco cualquier otra magnitud se compone de indivisibles".

### Tomás de Aquino
Tomás de Aquino, comentando sobre la objeción de Aristóteles, escribió: "Los instantes no son partes del tiempo, porque el tiempo no está formado por instantes más de lo que se hace una magnitud de puntos, como ya hemos probado. Por lo tanto, no se sigue que una cosa esté o no en movimiento en un momento dado, simplemente porque no esté en movimiento en ningún instante de ese tiempo".

### Arquímedes
Antes del 212 a. C., Arquímedes había desarrollado un método para obtener una solución finita para la suma de infinitos términos que se hacen cada vez más pequeños (véase: serie geométrica, 1/4 + 1/16 + 1/64 + 1/256 + · · ·, la cuadratura de la parábola). El cálculo moderno logra el mismo resultado, utilizando métodos más rigurosos (véase serie convergente, donde las series de "recíprocos de potencias de 2", equivalentes a la paradoja de la dicotomía, se clasifican como convergentes). Estos métodos permiten la construcción de soluciones basadas en las condiciones estipuladas por Zenón, es decir, la cantidad de tiempo que se toma en cada paso disminuye geométricamente.

### Bertrand Russell
Bertrand Russell ofreció lo que se conoce como la "teoría de movimiento de-de". Está de acuerdo en que no puede haber movimiento "durante" un instante sin duración, y sostiene que todo lo que se requiere para el movimiento es que la flecha esté en un punto al mismo tiempo, en otro punto en otro momento y en los puntos apropiados entre esos dos puntos para los tiempos intermedios. Desde este punto de vista, el movimiento es una función de la posición con respecto al tiempo.

### Nick Huggett
Nick Huggett argumenta que Zenón está asumiendo la conclusión cuando dice que los objetos que ocupan el mismo espacio que el resto deben estar en reposo.

### Peter Lynds
Peter Lynds ha argumentado que todas las paradojas de movimiento de Zenón se resuelven mediante la conclusión de que los instantes en el tiempo y las magnitudes instantáneas no existen físicamente. Argumenta que un objeto en movimiento relativo no puede tener una posición relativa instantánea o determinada (porque si la tuviera, no podría estar en movimiento), y por lo tanto no puede tener su movimiento dividido fraccionalmente como si lo hiciera, como suponen las paradojas. Para obtener más información sobre la incapacidad de conocer la velocidad y la ubicación, consúltese la relación de indeterminación de Heisenberg.

### Hermann Weyl
Otra solución propuesta es cuestionar uno de los supuestos que Zenón utilizó en sus paradojas (particularmente la Dicotomía), que es que entre dos puntos diferentes en el espacio (o tiempo), siempre hay otro punto. Sin este supuesto, solo hay un número finito de distancias entre dos puntos, y por lo tanto, no hay una secuencia infinita de movimientos, y la paradoja se resuelve. Las ideas de longitud de Planck y tiempo de Planck en la física moderna ponen un límite en la medición del tiempo y el espacio, si no en el tiempo y el espacio en sí mismos. Según Hermann Weyl, la suposición de que el espacio está formado por unidades finitas y discretas está sujeto a un problema adicional, dado por el "argumento de las baldosas" o el "problema de la función de distancia".
De acuerdo con esto, la longitud de la hipotenusa de un triángulo rectángulo en el espacio discretizado es siempre igual a la longitud de uno de los dos lados, en contradicción con la geometría. Jean Paul Van Bendegem ha razonado que el argumento de las baldosas puede resolverse, y que la discretización puede eliminar la paradoja.

### Ivan Karpenko
En la filosofía de la ciencia, existe el punto de vista de que las soluciones existentes de aporías son ineficaces por la razón de que las propiedades del macrocosmos y el microcosmos se mezclan en la formulación de aporías. Es decir, de la observación de grandes objetos físicos se hace una transición injustificada a describir lo infinitesimal, mientras que sus dispositivos difieren. Esto se puede entender de tal manera que las aporías no tienen sentido desde el punto de vista de la física moderna y por eso no se pueden resolver.

## Las paradojas de Zenón a partir delsigloXIX
Los procesos infinitos siguieron siendo teóricamente problemáticos en matemáticas hasta finales del siglo XIX. La versión épsilon-delta de Weierstrass y Cauchy desarrolló una formulación rigurosa de la lógica y el cálculo involucrados. Estos trabajos fundamentaron las matemáticas considerando procesos infinitos.
Mientras que las matemáticas pueden calcular dónde y cuándo el Aquiles en movimiento superará la paradoja de la Tortuga de Zenón, filósofos como Kevin Brown y Moorcroft afirman que las matemáticas no abordan el punto central del argumento de Zenón y que resolver los problemas matemáticos no resuelve todos los problemas que plantean las paradojas.
La literatura popular a menudo tergiversa los argumentos de Zenón. Por ejemplo, a menudo se dice que Zenón argumentó que la suma de un número infinito de términos debe ser en sí misma infinita, con el resultado de que no solo el tiempo, sino también la distancia a recorrer, se vuelven infinitas.
Tom Stoppard incluye una situación cómica en su obra Jumpers (1972), en la que el protagonista principal, el profesor de filosofía George Moore, sugiere que, según la paradoja de Zenón, San Sebastián, un santo cristiano del siglo III supuestamente martirizado por disparos de flechas, murió de miedo. Sin embargo, ninguna de las fuentes antiguas originales muestra a Zenón discutiendo la suma de ninguna serie infinita. Simplicio presenta a Zenón diciendo "es imposible atravesar un número infinito de cosas en un tiempo finito". Esto identifica el problema de Zenón no con encontrar la suma de una serie, sino con terminar una tarea con un número infinito de pasos: ¿cómo puede uno pasar de A a B, si se necesita un número infinito de pasos (no instantáneos)? ¿Se pueden identificar los eventos que deben preceder a la llegada a B, si incluso no se puede llegar al comienzo de un "último evento"?
El debate continúa sobre la cuestión de si las paradojas de Zenón se han resuelto o no. En La historia de las matemáticas: una introducción (2010), Burton escribe: "Aunque el argumento de Zenón confundió a sus contemporáneos, una explicación satisfactoria incorpora una idea ahora familiar, la noción de una 'serie infinita convergente'".
Bertrand Russell ofreció una "solución" a las paradojas basadas en el trabajo de Georg Cantor, pero Brown concluye: "Dada la historia de las «resoluciones finales», desde Aristóteles en adelante, es probable que sea imprudente pensar que hemos llegado al final. Puede ser que los argumentos de Zenón sobre el movimiento, debido a su simplicidad y universalidad, siempre servirán como un tipo de "test de Rorschach" en el que las personas pueden proyectar sus preocupaciones fenomenológicas más fundamentales (si tienen alguna)."

## Una consideración filosófica china antigua similar
Los filósofos de la Antigua China de la Escuela de los Nombres durante los Reinos Combatientes (479-221 a. C.) desarrollaron de manera independiente supuestos equivalentes a algunas de las paradojas de Zenón. El científico e historiador Joseph Needham, en su obra Science and Civilisation in China, describe una paradoja escrita en chino antiguo procedente del libro de lógica de la Escuela de los Nombres, que afirma que "un palo de un pie, todos los días quita la mitad, y en innumerables edades no se agotará". Se conocen otras varias paradojas de esta escuela filosófica (más precisamente, acerca del movimiento), pero su interpretación moderna es más especulativa.

## Efecto cuántico de Zenón
En 1977, los físicos George Sudarshan y B. Misra descubrieron que la evolución dinámica (movimiento) de un sistema cuántico puede verse obstaculizada (o incluso inhibida) mediante la observación del sistema. Este efecto generalmente se denomina "efecto cuántico de Zenón", ya que recuerda mucho a la paradoja de la flecha de Zenón. Este efecto fue planteado como hipótesis teórica por primera vez en 1958.

## Comportamiento de Zenón
En el campo de la verificación y el diseño de sistemas híbridos y sistemas de eventos temporizados, el comportamiento del sistema se denomina "Zenón" si incluye un número infinito de pasos discretos en una cantidad de tiempo finita. Algunas técnicas de verificación formal excluyen estos supuestos del análisis, si son equivalentes al comportamiento de Zenón.
En diseño de sistemas, estos comportamientos a menudo también se excluirán de los modelos del sistema, ya que no se pueden implementar con un controlador digital.